# Parantica pumila
Parantica pumila је врста лептира из породице шаренаца (лат. Nymphalidae). 

## Распрострањење
Врста је присутна у Вануатуу и Новој Каледонији.

## Станиште
Врста Parantica pumila има станиште на копну.

## Угроженост
Ова врста није угрожена, и наведена је као последња брига јер има широко распрострањење.